# Chenghuangtempel van Taiwansheng
De Chenghuangtempel van Taiwansheng is een taoïstische tempel die gewijd is aan de taoïstische god Chenghuang. Chenghuang is hier de god van de provincie Taiwan (Taiwansheng). 
De tempel staat in Taipei en is niet de enige Chenghuangtempel van de stad. De Chenghuang die de provinciehoofdstad Taipei beheert, wordt vereerd in de Chenghuangtempel van Taipeifu. De Chenghuangtempel van Taiwanfu in Taiwan heeft dezelfde status als tempel waar de god van de provinciehoofdstad wordt vereerd.
Het huidige gebouw van de Chenghuangtempel van Taiwansheng in Taipei werd in november 1947 gebouwd. Het oorspronkelijke gebouw werd door de Japanners verwoest tijdens de Japanse bezetting van Taiwan. Gelovigen werden gedwongen te bidden in de Chenghuangtempel van Taipeifu. Na de oorlog startte men meteen met het werven van fondsen voor de bouw van de Chenghuangtempel van Taiwansheng. 
In de tempel wordt behalve de god van de provincie, ook Guanyin en Jigong vereerd.